# Jakob Gimpel
Pour les articles homonymes, voir Gimpel.
Jakob Gimpel (Lemberg, 16 avril 1906 – 12 mars 1989) est un pianiste classique et professeur polonais.

## Biographie
Jakob Gimpel naît à Lemberg (en royaume de Galicie et de Lodomérie, partie de l'Empire austro-hongrois). Le frère cadet de Gimpel, Bronislav Gimpel, est violoniste et son frère aîné, Karol Gimpel, pianiste et chef d'orchestre,.

### Carrière
Gimpel commence ses études de piano avec son père, Adolphe et étudie ensuite avec Cornelia Tarnowska et Eduard Steuermann et la théorie de la musique avec Alban Berg. Gimpel fait ses débuts à Vienne, en 1923 avec l'orchestre du Concertgebouw, dirigé par Pierre Monteux, jouant le Second Concerto pour piano de Rachmaninoff.
Gimpel fait des tournées avec les violonistes Bronisław Huberman, Erika Morini, Nathan Milstein et son frère, Bronislav Gimpel. En 1937, Gimpel, aidé d'Huberman, fonde l'orchestre symphonique de Palestine, aujourd'hui renommé Orchestre philharmonique d'Israël. Gimpel émigre aux États-Unis et s'installe à New York en 1938 et plus tard à Los Angeles.

### Films
Gimpel fait des apparition dans des films : Hantise (1944), La Possédée (1947), Lettre d'une Inconnue (1948), Strange Fascination, Histoire de trois amours (1953), La Planète des singes (1968) et dans Satan, mon amour (1971). Gimpel aussi enregistré la musique pour deux dessins animés classiques : Rhapsodie à quatre mains et pour un court Tom et Jerry, Johann Mouse primé à l'Academy-Award.

### Dernières années
Gimpel a été l'un des premiers Européens-des artistes Américains de retour en Europe après la seconde Guerre Mondiale; il a joué des centaines de concerts en Allemagne de l'Ouest en 1954. De 1971 à 1986, Gimpel est professeur en résidence à la California State University, Northridge (CSUN). Il a reçu l'Ordre du mérite de Première Classe de l'Allemagne de l'Ouest, et, en 1975, le prix Ben-Gourion de l'État d'Israël.
Le 9 mai 1979 à Los Angeles, un récital est prévu en commun avec Gimpel et son frère Bronislav Gimpel. Bronislav est mort subitement, quelques jours avant le concert et Jakob a joué un récital à la mémoire de son frère.